# Microlophus albemarlensis
Espèce
Synonymes
- Tropidurus albemarlensis Baur, 1890
- Tropidurus indefatigabilis Baur, 1890
- Tropidurus jacobii Baur, 1892
- Tropidurus barringtonensis Baur, 1892
- Tropidurus grayii magnus Heller, 1903

Statut de conservation UICN

 LC  : Préoccupation mineure
Microlophus albemarlensis est une espèce de sauriens de la famille des Tropiduridae.

## Répartition
Cette espèce est endémique des îles Galápagos en Équateur. Elle se rencontre sur les îles d'Isabela, de Santa Cruz, de Fernandina, de Santiago, de Baltra, de Santa Fé, de Rábida, de Seymour Nord, de Daphne et de Plaza Sud.

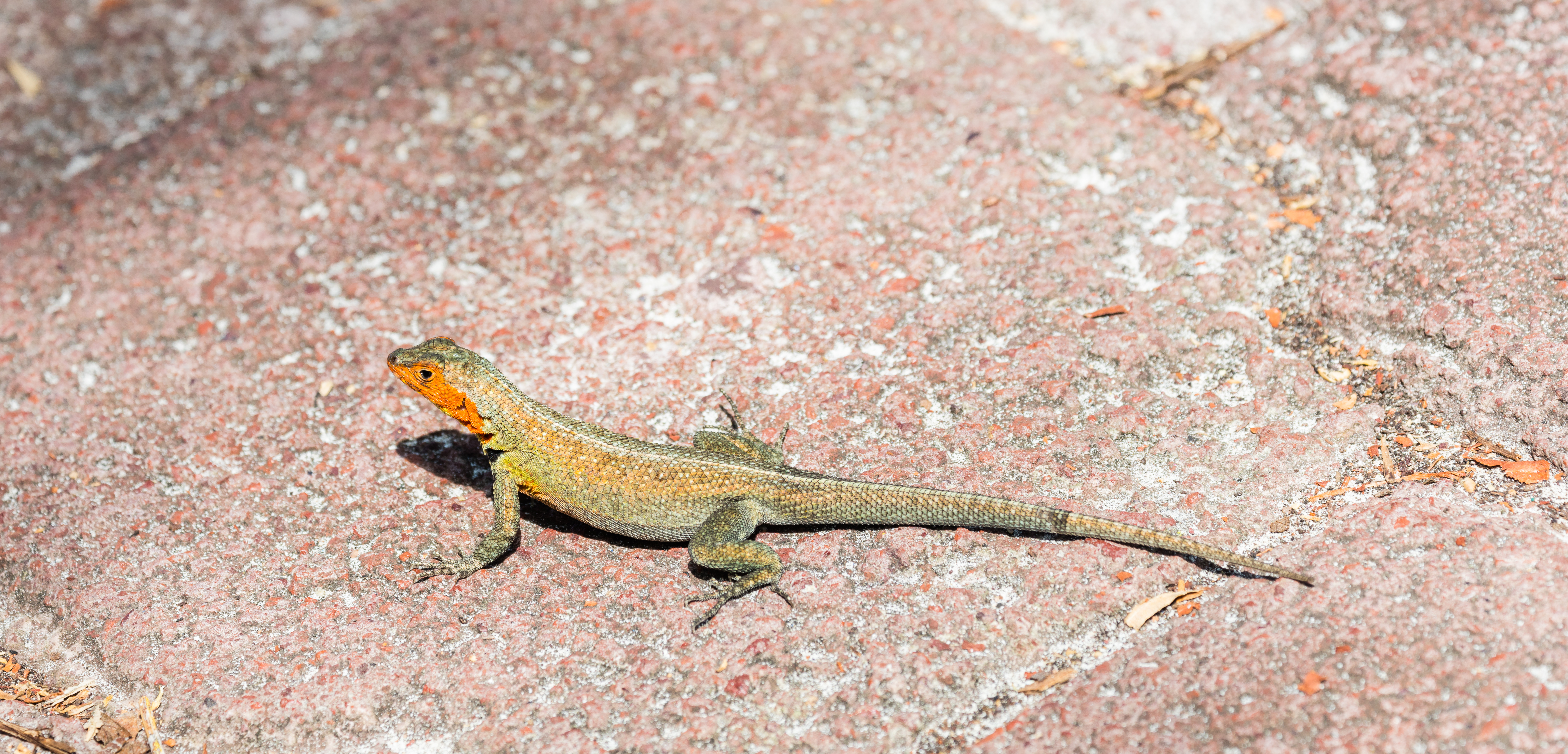
Microlophus albemarlensis barringtonensis femelle

## Liste des sous-espèces
Selon The Reptile Database (23 avril 2012) :
- Microlophus albemarlensis albemarlensis (Baur, 1890)
- Microlophus albemarlensis barringtonensis (Baur, 1892)

## Étymologie
Son nom d'espèce, composé de albemarl[e] et du suffixe latin -ensis, « qui vit dans, qui habite », lui a été donné en référence au lieu de sa découverte, l'île Isabela parfois nommée île Albemarle.
La sous-espèce Microlophus albemarlensis barringtonensis doit son nom à l'île Sante Fé parfois nommée île Barrington.

## Publications originales
- Baur, 1890 : Das Variieren der Eidechsen-Gattung Tropidurus auf den Galapagos Inseln und Bemerkungen über den Ursprung der Inselgruppe. Biologisches Zentralblatt, vol. 10, p. 475-483 (texte intégral).
- Baur, 1892 : Ein Besuch der Galapagos- Inseln. Biologisches Zentralblatt, vol. 12, p. 221-250 (texte intégral).